# El cardo y el cedro

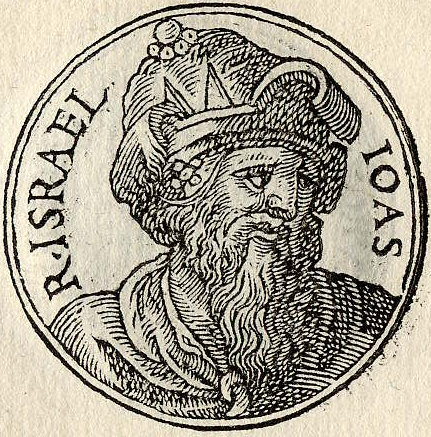
Rey Jehoash de Guillaume Rouillé Promptuarii Iconum Insigniorum

La fábula de el cardo y el cedro (o ciprés) es una fábula atribuida a Jehoás Rey del Israel, y relatada en la Biblia hebrea en 14:9-10.
Amasías envió mensajeros a Joás hijo de Jeoacaz, hijo de Jehú, rey de Israel, diciendo: «Ven, enfrentémonos en batalla». Entonces Joás, rey de Israel, envió a decir a Amasías, rey del Judá: «El cardo que estaba en el Líbano envió a decir al cedro que estaba en el Líbano: “Dale tu hija a mi hijo por esposa”; y una fiera que estaba en el Líbano pasó y pisoteó el cardo. Ciertamente has vencido a Edom, y tu corazón te ha enaltecido. Alégrate de ello, y quédate en casa; pues ¿para qué meterte en líos de modo que caigas, tú y Judá contigo?». Pero Amasías no hizo caso. Salió, pues, Joás, rey de Israel, y él y Amasías, rey de Judá, se enfrentaron en Bet Semes, que pertenece a Judá. Y Judá fue derrotado por Israel, y cada uno huyó a su tienda.
Según el historiador judío Josefo, la respuesta al desafío se dio en una carta formal:
El rey Joás al rey Amasías [envía un saludo]:
Había una vez en el Monte Líbano un ciprés muy alto, y también había un cardo. Y el cardo envió a decir al ciprés: 'Contrata a tu hija en matrimonio con mi hijo. Y mientras esto ocurría, pasó por allí una bestia salvaje y pisoteó el cardo. Que esto te sirva de advertencia para que no abrigues deseos inmoderados, y para que, por haber tenido éxito contra Amalec, no te enorgullezcas de ello, atrayendo así peligros tanto sobre ti como sobre tu reino.
El comentarista bíblico Andrew Fausset sugiere que el cardo sería mejor descrito como un «arbusto espinoso».